# Bãi biển Bondi, New South Wales

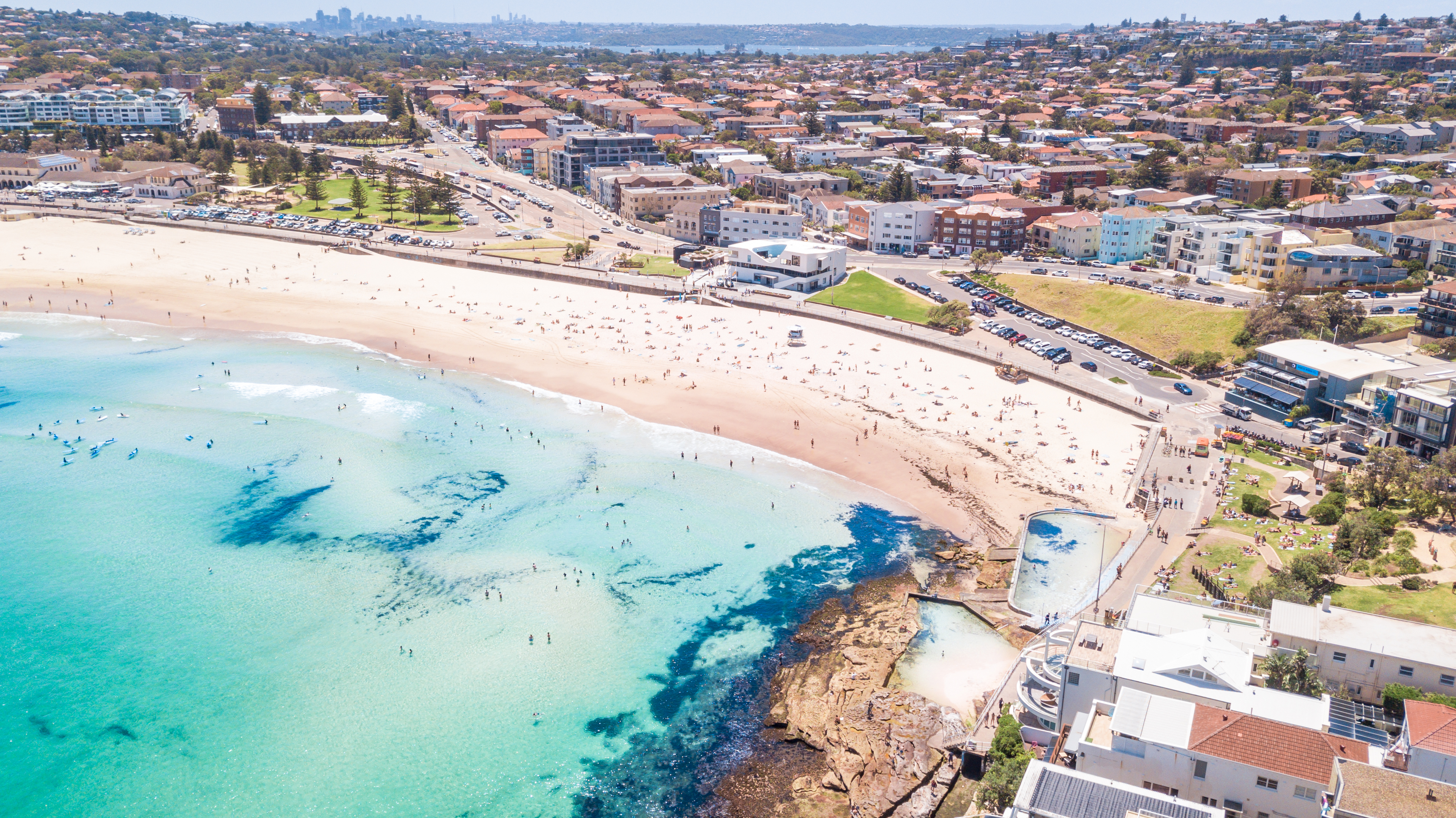

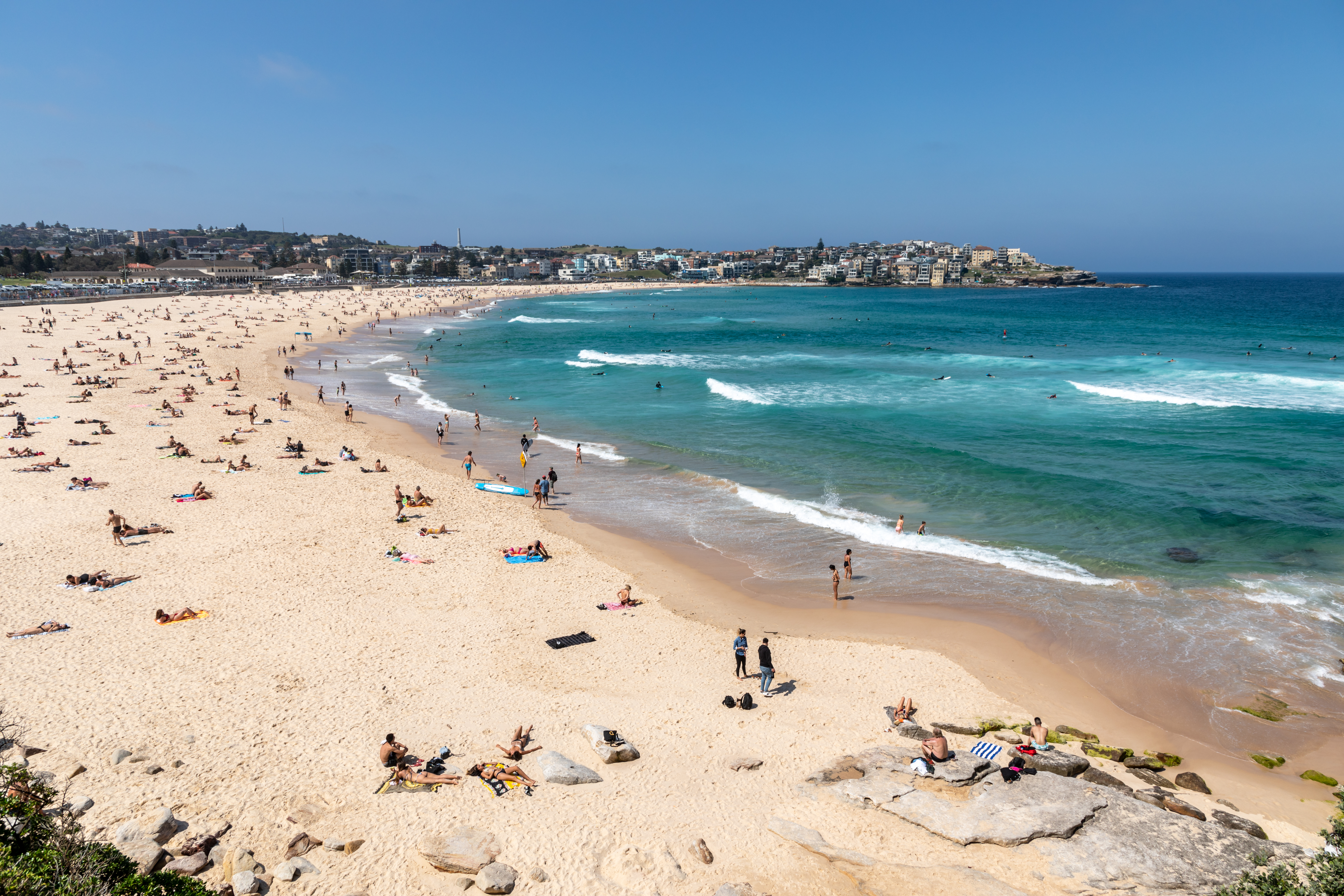

Bãi biển Bondi hay Vịnh Bondi (/ˈbɒndaɪ/ BON-dye) là một bãi biển nổi tiếng ở Sydney, tiểu bang New South Wales, nước Úc. Bãi biển Bondi tọa lạc tại vị trí cách quận thương mại trung tâm Sydney 7 km (4 dặm) về phía đông, nằm trong khu hành chính địa phương Waverley của khu vực phía đông Sydney. Bãi biển Bondi là một trong những địa điểm thu hút khách tham quan nhất tại Úc.

## Ý nghĩa tên gọi
"Bondi" hay "Boondi" là một từ của tiếng thổ dân Úc, có nghĩa là nước đập vào đá hoặc tiếng nước va vào những tảng đá.

## Toàn cảnh
Bãi biển Bondi dài khoảng 1 km (0,62 dặm). Tại bãi biển này, công tác cảnh báo nguy hiểm được thực hiện bởi Surf Life Saving Australia từ năm 2004. Mạn phía bắc của bãi biển được đánh giá mức độ 4 (với mức số 10 là cực kỳ nguy hiểm), mạn phía nam được đánh giá mức độ 7 (do có sự hiện diện của dòng hải lưu "Backpackers' Express"). Điểm cực nam của bãi biển dành riêng cho lướt ván. Cờ hiệu màu đỏ và vàng giới hạn khu vực bơi an toàn và người tắm biển được yêu cầu tắm giữa hai cờ hiệu này.
Bên dưới mặt nước của bãi biển có giăng một lớp lưới ngăn cá mập tấn công, kéo dài sang một số bãi biển khác xung quanh. Thỉnh thoảng du khách có thể tận mắt thấy cá voi và cá heo bơi vào bãi biển, nhất là trong những tháng di cư. Chim cánh cụt nhỏ, dù rất hiếm, đôi khi cũng được nhìn thấy xuất hiện gần bờ ở mạn phía nam bãi biển.
Năm 2007, Sách Kỷ lục Guinness ghi nhận kỷ lục thế giới ảnh chụp đồ tắm lớn nhất tại bãi biển Bondi, với con số 1.010 phụ nữ trong trang phục bikini tham gia.
Bãi biển Bondi được đưa vào Danh sách Di sản Quốc gia Úc năm 2008.

## Thể thao và giải trí
Bãi biển Bondi là điểm cuối của hành trình cuộc thi chạy City to Surf Fun Run thường niên được tổ chức vào tháng tám. Cuộc thi chạy thu hút hơn 63.000 người tham gia trong quãng đường 14 km từ quận thương mại trung tâm Sydney đến bãi biển Bondi. Các hoạt động khác diễn ra tại bãi biển bao gồm Flickerfest, liên hoan phim ngắn Úc vào tháng 1, Ngày Môi trường thế giới vào tháng 6, triển lãm điêu khắc Sculpture by the Sea vào tháng 11. Ngoài các hoạt động này, Chợ bãi biển Bondi còn mở đều đặn hàng tuần vào ngày Chủ nhật. Nhiều du khách người Anh và Ai-len còn tổ chức Lễ Giáng sinh tại bãi biển này.
Một lối tản bộ dọc bờ biển kết nối phía bắc Bondi tại South Head với các bãi biển phía nam của Bondi tới khu vực Coogee.
Bãi biển Bondi còn là nơi tổ chức giải bóng chuyền bãi biển của Thế vận hội mùa hè năm 2000. Một sân vận động dã chiến 10.000 chỗ ngồi, một sân vận động nhỏ hơn, hai sân bóng chuyền khởi động và ba sân bóng chuyền huấn luyện đã được dựng lên tại khu vực này để phục vụ công tác tổ chức.

## Các câu lạc bộ cứu hộ
Câu lạc bộ cứu hộ bãi biển Bondi (Bondi Surf Bathers' Life Saving Club) được cho là câu lạc bộ cứu hộ lướt ván đầu tiên trên thế giới. Còn Câu lạc bộ cứu hộ lướt ván Bắc Bondi là một câu lạc bộ liên đoàn. Cả hai câu lạc bộ được thành lập năm 1907. Câu lạc bộ cứu hộ bãi biển Bondi là câu lạc bộ giành nhiều huy chương vàng nhất trong giải vô địch cứu hộ lướt ván toàn nước Úc (cứu hộ và hồi sức).

## Hoạt động thương mại
Bãi biển Bondi có một khu hoạt động thương mại dọc theo đường Campbell Parade và kề bên các đường dẫn thẳng ra biển. Khu thương mại bao gồm nhiều quán cà phê, nhà hàng, khách sạn với tầm nhìn ra biển đẹp.
Khách sạn Bondi là một địa điểm nổi tiếng nằm trên đường Campbell Parade. Nó được xây dựng trong khoảng năm 1915-1920 và được thiết kế bởi E.Lindsay Thompson. Thiết kế khách sạn kết hợp phong cách Ý, Federation và cổ điển tự do. Khách sạn Bondi nằm trong danh mục bảo tồn của bang New South Wales. Gần đó còn có Khách sạn Swiss Grand cũng là một địa điểm nổi tiếng, nằm ngay đối diện bãi biển.
Bondi Pavilion là một trung tâm văn hóa cộng đồng, tọa lạc ngay trước bãi biển Bondi. Tòa nhà chứa trong nó một rạp hát nhỏ, gallery, phòng tập hát, phòng họp và các phòng lễ tân, một xưởng hội họa và studio. Bondi Pavilion tổ chức nhiều hoạt động lễ hội quanh năm. Đây cũng là một địa điểm nằm trong danh mục di sản.

## Một địa điểm văn hóa và giải trí
Bãi biển Bondi được chọn là bối cảnh cho hàng loạt series phim, phim truyền hình, phim âm nhạc và game nổi tiếng:
- Chương trình truyền hình The Block: chuyên về xây dựng và cải tạo nhà cửa của Úc, mùa đầu tiên được quay tại bãi biển Bondi.
- Chương trình truyền hình thực tế Being Lara Bingle: chương trình thực tế về người mẫu Lara Bingle.
- Bondi Rescue: chương trình truyền hình thực tế về nhân viên cứu hộ của bãi biển.
- Bondi Vet: chương trình truyền hình thực tế về bác sĩ thú y nổi tiếng Chris Brown.
- Breakers: series kịch truyền hình.
- Tony Hawks Underground 2's Level Australia: video game lấy bối cảnh bãi biển Bondi.
- Les Norton: nhân vật hư cấu nổi tiếng trong loạt sách Robert G. Barrett, "sống" tại Bondi.
- People Under The Stairs: cặp đôi nghệ sĩ hip hop người Mỹ quay một phần phim ca nhạc cho bài hát "The Wiz" tại bãi biển Bondi.
- Scooby-Doo! and the Legend of the Vampire: phim hoạt hình Mỹ có một số cảnh quay tại bãi biển Bondi.
- Two Hands (phim năm 1999): với diễn xuất của Heath Ledger.
- Phim Summer of the Seventeenth Doll bản năm 1959: kể về một số nhân vật uống bia tại câu lạc bộ Bondi Iceberg.
- Phim They're a Weird Mob bản năm 1966: quay một cảnh trong đó diễn viên chính được cứu tại bãi biển Bondi.
- Liên hoan âm nhạc mùa hè The Endless Summer Music Festival.